# 김여정 (1970년)
김여정(1970년 2월 4일 ~ )은 대한민국의 가수이다.

## 경력
- 그룹 '목화자매' 멤버